# Avgustovska vstaja
Avgustovska vstaja je bila neuspešna vstaja proti sovjetski komunistični oblasti v zgodnji gruzijski sovjetski republiki od konca avgusta do začetka septembra 1924, devet mesecev po smrti ustanovitelja države Vladimirja Lenina. 
Za ponovno vzpostavitev neodvisnosti Gruzije od Sovjetske zveze je vstajo vodil Odbor za neodvisnost Gruzije, blok protisovjetskih političnih organizacij, ki mu je predsedovala Gruzijska socialdemokratska (menševiška) stranka. Predstavljal je vrhunec triletnega boja proti boljševiškemu režimu, ki ga je Rdeča armada Sovjetske Rusije vzpostavila v Gruziji med vojaško kampanjo proti Demokratični republiki Gruziji v začetku leta 1921. 
Čete Rdeče armade in Čeke so po ukazih gruzijskih boljševikov Josifa Stalina in Serga Ordžonikidzeja zatrle upor in sprožile val množičnih represij, ki so ubile več tisoč Gruzijcev. Avgustovska vstaja je bila ena zadnjih večjih uporov proti zgodnji sovjetski vladi, njen poraz pa je zaznamoval dokončno vzpostavitev sovjetske oblasti v Gruziji.